# Сиэтл Саундерс
«Сиэ́тл Са́ундерс» (англ. Seattle Sounders FC) — американский профессиональный футбольный клуб из города Сиэтл, штата Вашингтон. С 2009 года выступает в MLS, высшей профессиональной футбольной лиге США и Канады. Домашний стадион команды — «Люмен Филд». Это третий в истории футбола клуб с таким названием — первый клуб играл в Североамериканской футбольной лиге в 1974—1983 годах, затем был расформирован, второй существовал в 1994—2008 годах и выступал в лигах второго дивизиона.

## История
По мимо современной команды, в разные периоды времени город представляли такие клубы как: Сиэтл Саундерс (1974—1983), Сиэтл Шторм, Сиэтл СиаДогс и Сиэтл Саундерс (1994—2008).

## Символика

### Название, эмблема и цвета
Название «Саундерс» (англ. sounders, «жители залива (саунда)») происходит от Пьюджет-Саунд — залива в штате Вашингтон, на берегу которого расположен Сиэтл.
Логотип выполнен в виде геральдического щита. На эмблеме клуба изображена достопримечательность и символ Сиэтла — башня «Спэйс Нидл». Первая эмблема использовалась с момента основания клуба. Современный логотип был принят в 2023 году и отличается от своего предшественника минимализмом.
Официальными цветами команды являются — оттенки синего (Pantone 647C), зелёного (Pantone 370C) и тёмно-серого (Pantone 433C). Синий цвет символизирует залив Пьюджет, зеленый олицетворяет леса Тихоокеанского Северо-Запада, а тёмно-синий — Каскадные горы.

### Форма

#### Домашняя
| 2009—2011 | 2011—2013 | 2013—2015 | 2015—2016 | 2016—2017 | 2018—2020 | 2020—2022 | 2022—2024 | 2024—н. в. |

#### Гостевая
| 2009—2011 | 2011—2013 | 2013—2015 | 2015—2017 | 2017—2019 | 2019—2021 | 2021—2023 | 2023—2025 | 2025—н. в. |

#### Резервная
| 2010—2011 | 2012—2014 | 2014—2016 | 2016—2018 |

Источники:,

### Экипировка
| Период     | Производитель | Период     | Титульный спонсор | Период     | Рукавный спонсор |
| ---------- | ------------- | ---------- | ----------------- | ---------- | ---------------- |
| 2009—н. в. | Adidas        | 2009—2019  | Xbox              | 2020—2021  | WaFd Bank        |
| 2009—н. в. | Adidas        | 2019—2023  | Zulily            | 2021—н. в. | QBC              |
| 2009—н. в. | Adidas        | 2023—н. в. | Providence        | 2023—н. в. | Apple TV+        |

## Собственники и организация
Владельцами клуба являются четыре инвестора. Владельцем контрольного пакета является голливудский продюсер Джо Рот. Миноритарными акционерами также являются Эдриан Ханауэр, бывший владелец ныне несуществующей команды «Сиэтл Саундерс» из USL-1; Пол Аллен, соучредитель «Microsoft», владелец «Сиэтл Сихокс» и «Портленд Трэйл Блэйзерс»; и Дрю Кэри, комик и шоумен. Партнёрство с Алленом позволило команде делить определённые ресурсы с «Сихокс». Более половины штатных сотрудников «Сихокс» также работают с «Саундерс». Команды ведут общие билетные, маркетинговые и финансовые операции.
16 декабря 2008 года «Саундерс» официально представили в качестве первого главного тренера Зиги Шмида. Шмид ранее привёл «Лос-Анджелес Гэлакси» к победе в Кубке MLS в 2002 году и «Коламбус Крю» — в 2008 году. Главным помощником тренера является Брайан Шмецер, Том Дутра является тренером вратарей. Ветеран MLS, бывший защитник Эзра Хендриксон, присоединился к «Саундерс» в качестве помощника тренера в январе 2009 года. Бывший игрок MLS Крис Хендерсон 24 января 2009 года был назначен техническим директором. Давний чиновник «Сиэтл Сихокс» Гэри Райт является старшим вице-президентом по бизнес-операциям.
В 2009 году «SportsBusiness Journal» и «SportsBusiness Daily» признали «Сиэтл Саундерс» профессиональной спортивной командой года благодаря рекордному успеху команды в посещаемости, а также выходу в плей-офф в своём первом сезоне. В 2009 году бывший чиновник «Сихокс», генеральный директор «Саундерс» Тод Лювеки, был признан «Puget Sound Business Journal» руководителем года. В том же году Гэри Райт был признан лучшим руководителем в MLS. В 2012 году «Seattle Sports Star» признала его руководителем года.

## Текущий состав
| №  |                 | Поз. | Имя              | Год рождения |
| -- | --------------- | ---- | ---------------- | ------------ |
| 3  | Флаг США        | Защ  | Травиан Соуза    | 2001         |
| 4  | Флаг США        | Защ  | Лео Бёрни        | 2001         |
| 5  | Флаг Камеруна   | Защ  | Нуху Толо        | 1997         |
| 6  | Флаг Бразилии   | ПЗ   | Жуан Паулу       | 1991         |
| 7  | Флаг США        | ПЗ   | Кристиан Рольдан | 1995         |
| 9  | Флаг США        | Нап  | Хесус Феррейра   | 2000         |
| 10 | Флаг Аргентины  | Нап  | Педро де ла Вега | 2001         |
| 11 | Флаг Словакии   | ПЗ   | Альберт Руснак   | 1994         |
| 13 | Флаг США        | Нап  | Джордан Моррис   | 1994         |
| 14 | Флаг США        | Нап  | Пол Ротрок       | 1999         |
| 15 | Флаг Ямайки     | Защ  | Джон Белл        | 1997         |
| 16 | Флаг Сальвадора | ПЗ   | Алекс Рольдан    | 1996         |
| 17 | Флаг США        | Нап  | Пол Арриола      | 1995         |
| 18 | Флаг Мексики    | ПЗ   | Обед Варгас      | 2005         |
| 19 | Флаг США        | Нап  | Дэнни Мусовски   | 1995         |

| №  |                       | Поз. | Имя                 | Год рождения |
| -- | --------------------- | ---- | ------------------- | ------------ |
| 20 | Флаг Республики Корея | Защ  | Ким Ги Хи           | 1989         |
| 21 | Флаг США              | ПЗ   | Рид Бейкер-Уайтинг  | 2005         |
| 24 | Флаг Швейцарии        | Вр   | Штефан Фрай         | 1986         |
| 25 | Флаг США              | Защ  | Джексон Рейген      | 1998         |
| 26 | Флаг США              | Вр   | Эндрю Томас         | 1998         |
| 28 | Флаг Колумбии         | Защ  | Йеймар Гомес        | 1992         |
| 29 | Флаг США              | Вр   | Джейкоб Кастро      | 1999         |
| 33 | Флаг США              | Защ  | Коди Бейкер         | 2004         |
| 39 | Флаг США              | Защ  | Стюарт Хокинс       | 2006         |
| 75 | Флаг США              | ПЗ   | Дэнни Лейва         | 2003         |
| 77 | Флаг Англии           | Нап  | Райан Кент          | 1996         |
| 85 | Флаг США              | ПЗ   | Калани Косса-Риенци | 2002         |
| 93 | Флаг Кот-д’Ивуара     | Нап  | Жоржи Минунгу       | 2002         |
| 99 | Флаг Гайаны           | Нап  | Осазе де Розарио    | 2001         |

## Достижения
- Обладатель Кубка MLS (2): 2016, 2019
- Обладатель Открытого кубка США (4): 2009, 2010, 2011, 2014
- Обладатель MLS Supporters’ Shield (1): 2014
- Победитель Лиги чемпионов КОНКАКАФ (1): 2022
- Финалист Кубка лиг (1): 2021

## Галерея

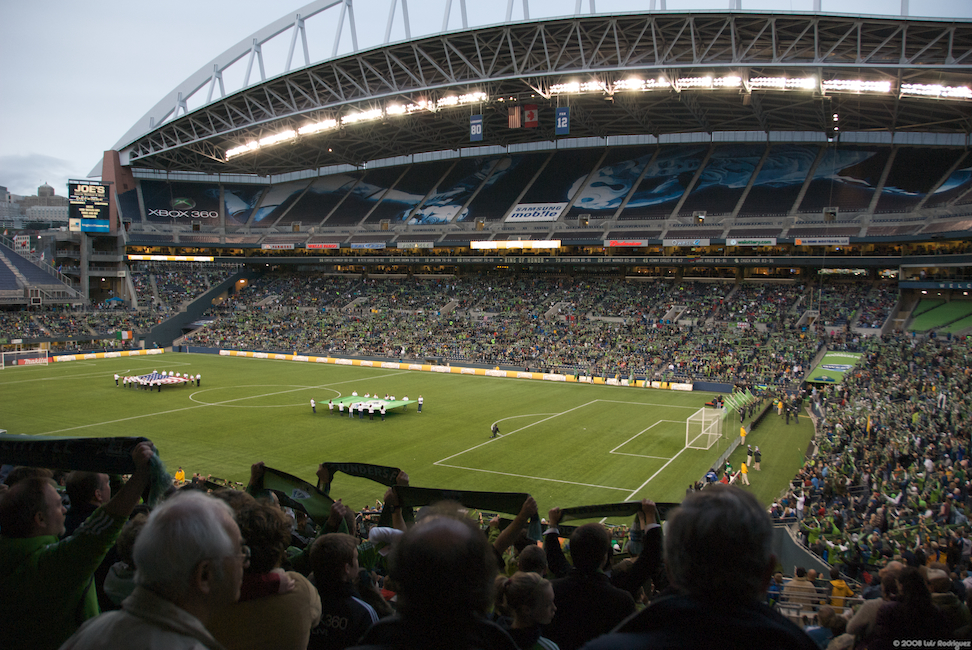
Стадион «Люмен Филд», домашнее поле клуба
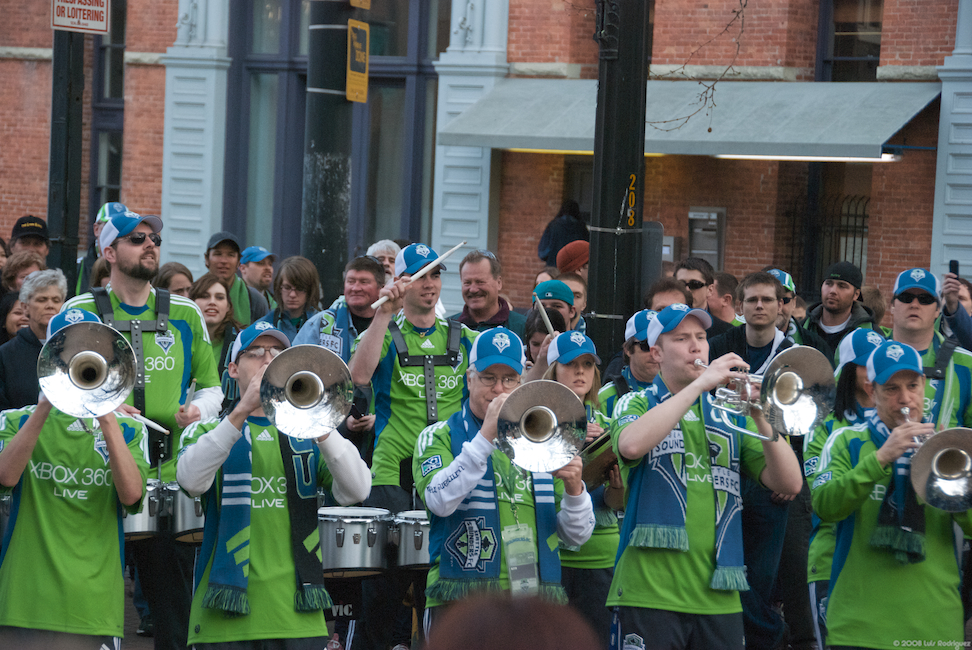
Оркестр болельщиков клуба
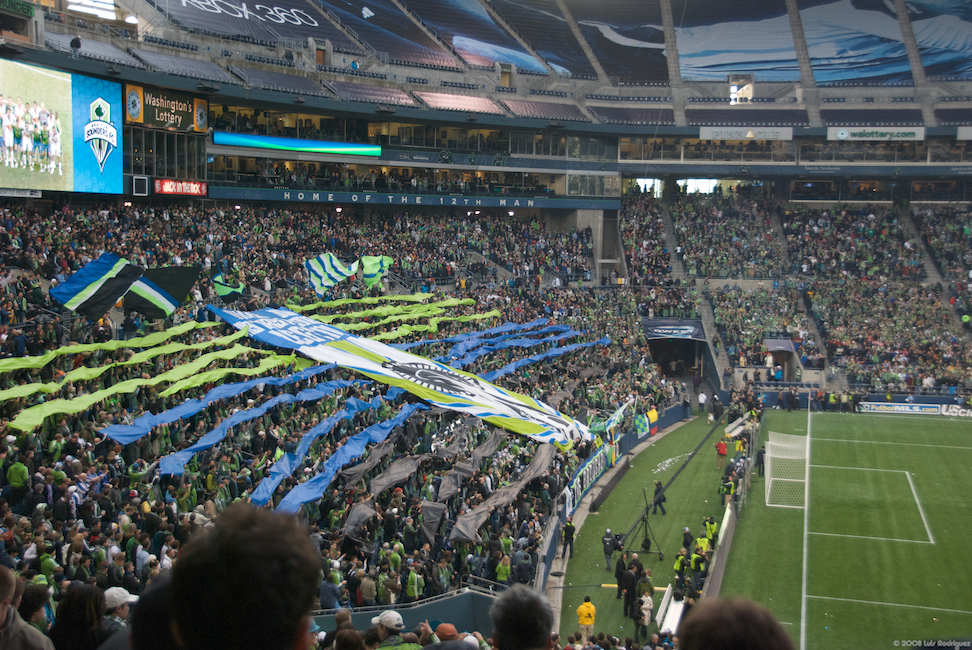
Болельщики клуба